# ورزشگاه دویچه بانک پارک
دویچه بانک پارک  (نام‌های سابق: والداشتادیون، کومرتسبانک آرنا ) ورزشگاهی واقع در شهر فرانکفورت آلمان است که عمدتاً برای فوتبال و فوتبال آمریکایی مورد استفاده قرار می‌گیرد. این ورزشگاه بیش از پنجاه هزار نفر ظرفیت دارد و ورزشگاه خانگی تیم فوتبال اینتراخت فرانکفورت و تیم فوتبال آمریکایی فرانکفورت گلکسی است.
دویچه بانک پارک در سال ۱۹۲۵ با نام والداشتادیون افتتاح شد. در جنگ جهانی دوم از از این ورزشگاه برای مقاصد سیاسی استفاده می‌شد.
در ژوئیه ۲۰۰۵ نام آن به کومرتسبانک آرنا تغییر داده شد.
این ورزشگاه برای جام جهانی ۲۰۰۶ بازسازی شد و میزبان بازی‌هایی از آن جام بود. بازی انگلستان و پاراگوئه، ایران و پرتغال، توگو و کره جنوبی، و هلند و آرژانتین از مرحله گروهی و بازی برزیل و فرانسه از مرحلهٔ یک چهارم نهایی در این ورزشگاه برگزار شدند.

## نگارخانه

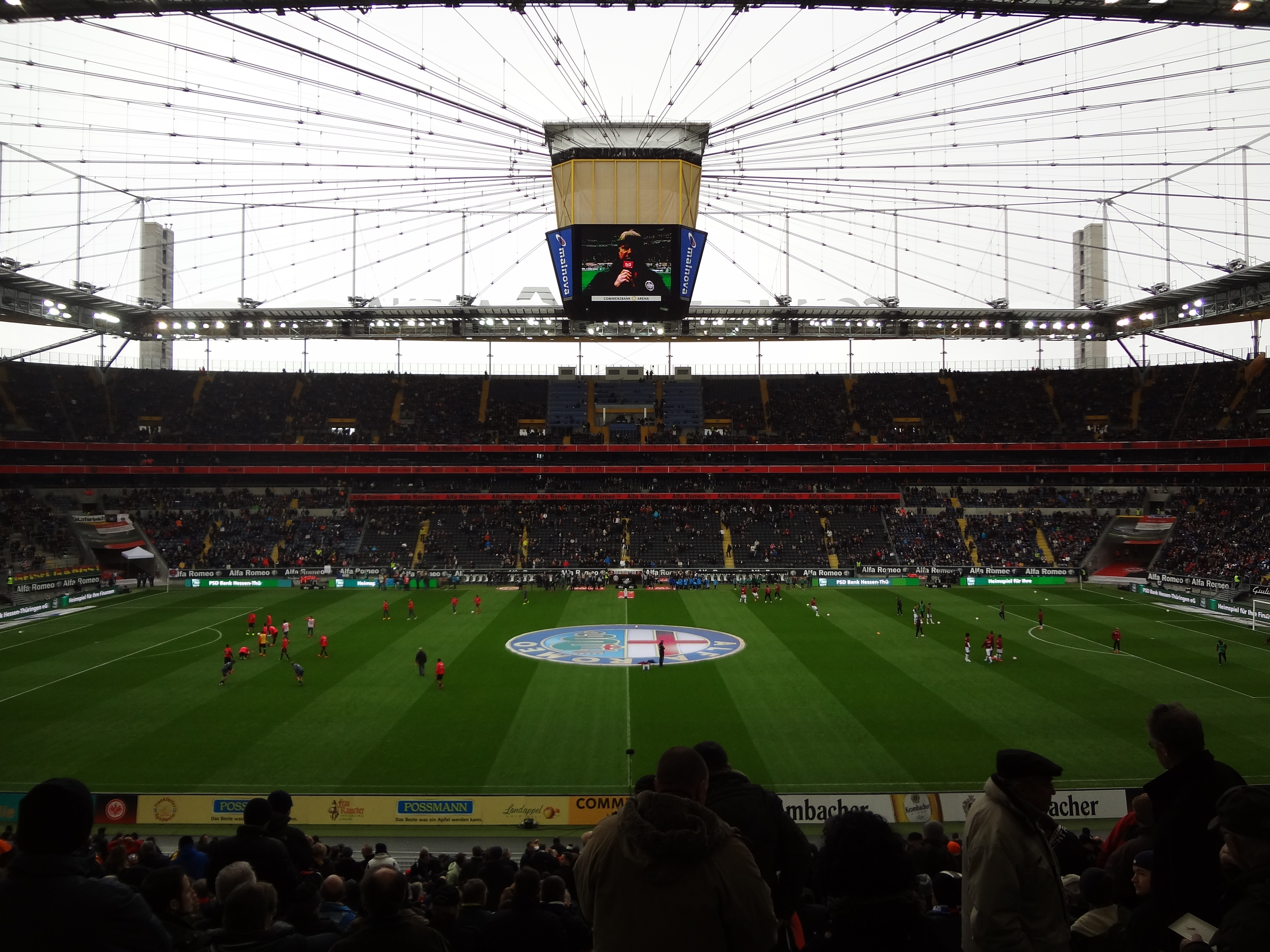
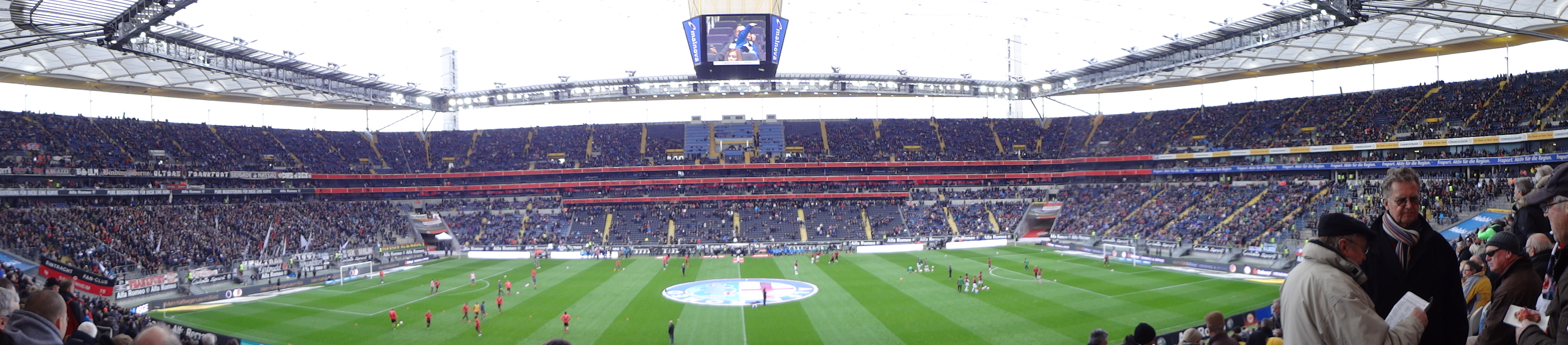
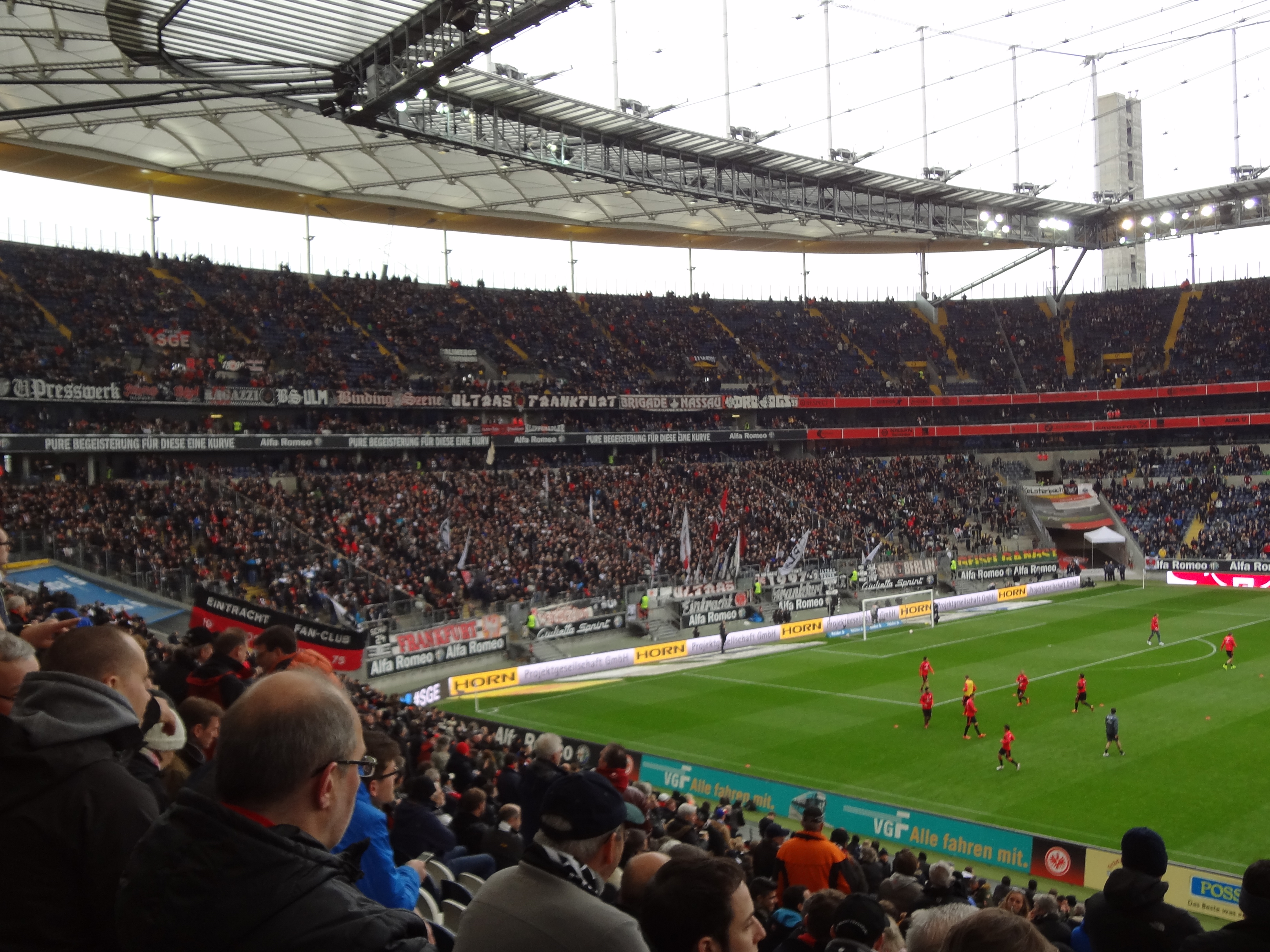
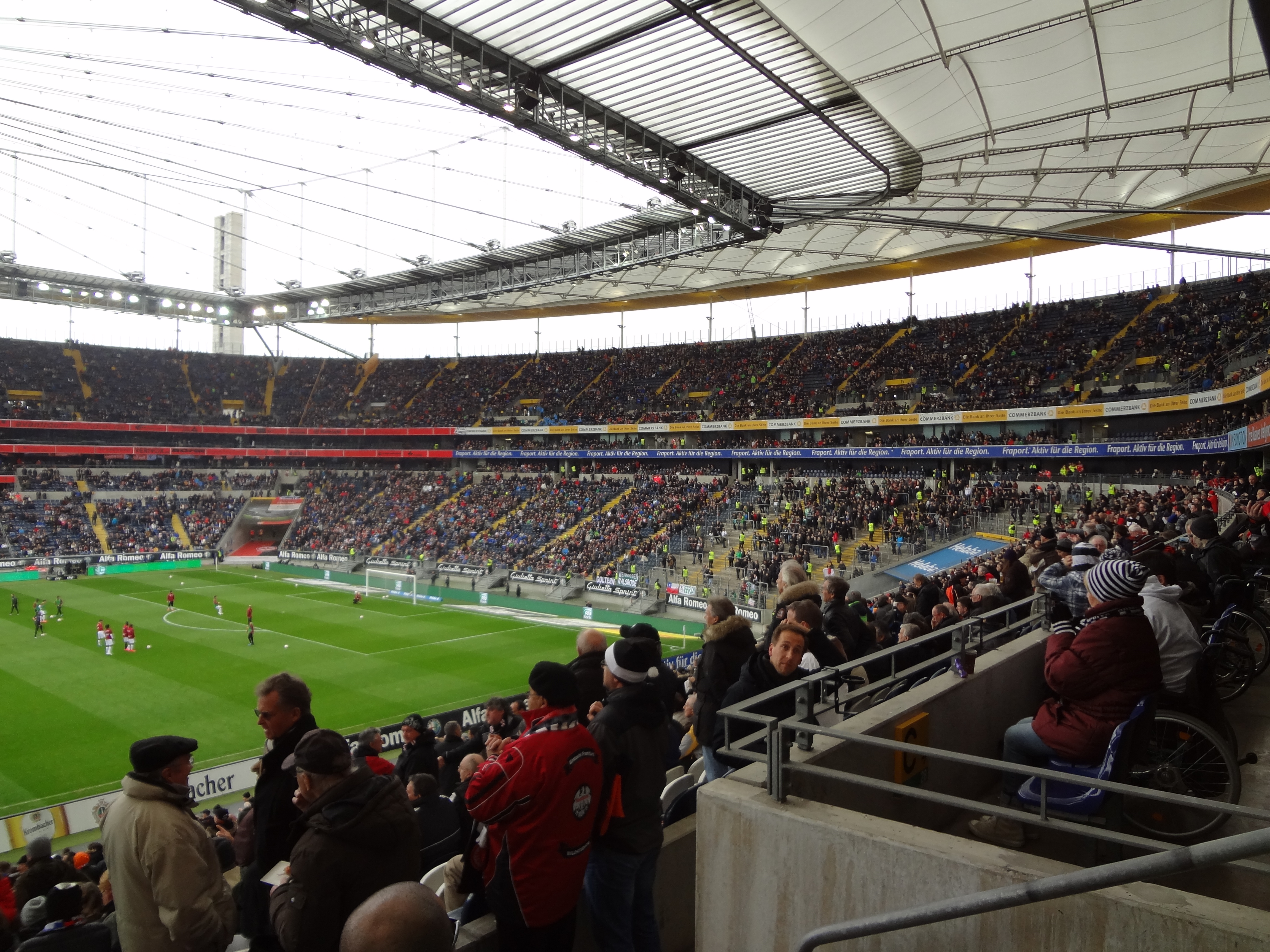
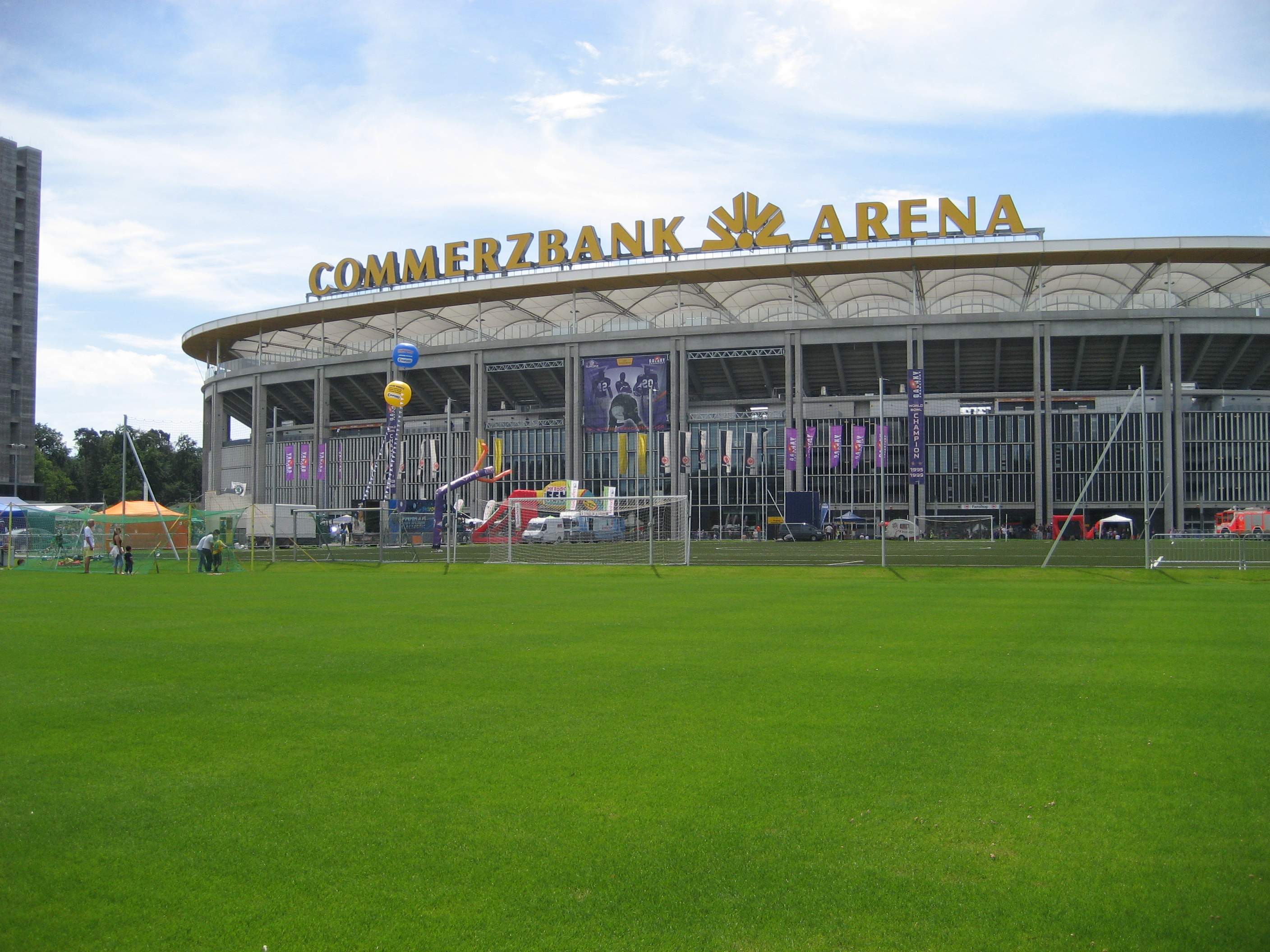
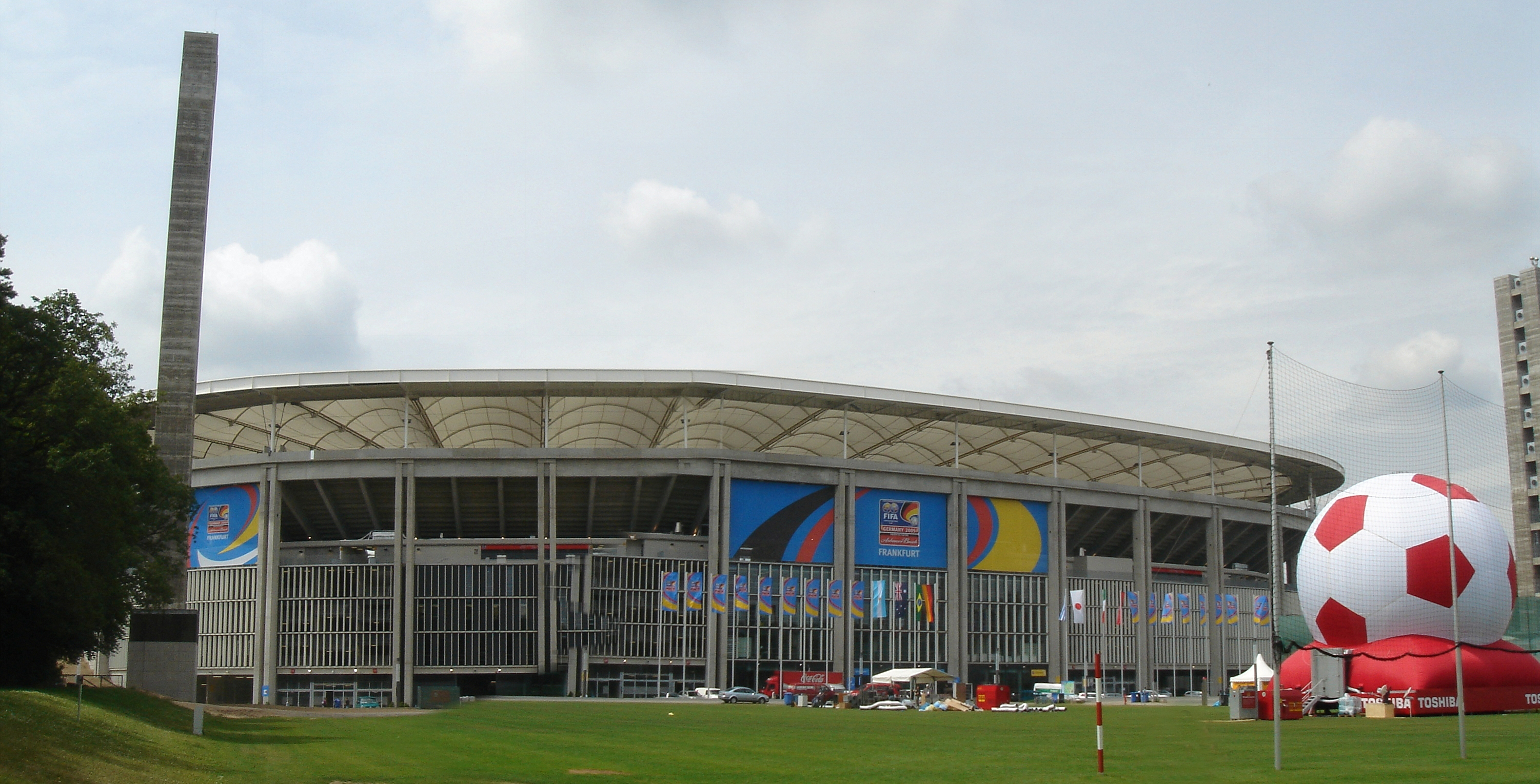